# Bisballeprisen
Bisballeprisen er et dansk hæderslegat der uddeles af Bisballefonden, stiftet af Jens Bisballe 1981.
Prisen  er på 75.000 kr og uddeles ifølge fundatsen til "færdige, særligt begavede kunstnere, der uberettiget endnu ikke har opnået anerkendelse uden for en snæver kreds" og er et hæderslegat, som ikke kan søges. 

## Modtagere af Bisballeprisen
- 2001 Lars Kjeldgaard
- 2002 Signa Sørensen
- 2003 Thomas FOS Poulsen
- 2004 Lars Frost
- 2005 Simon Steen-Andersen
- 2006 Michael Noer
- 2007 Palle Sigsgaard
- 2008 Merete Lind Mikkelsen
- 2009 Pernille With Madsen
- 2010 Li-Ying Wu
- 2011 Isabella Eklöf
- 2012 Rune Glerup
- 2013 Nanna Rützou Abell
- 2014 Laila Skovmand Larsen
- 2015 Johansen Skovsted Arkitekter
- 2016 C. Y. Frostholm
- 2017 Signe Høirup Wille-Jørgensen
- 2018 Majse Aymo-Boot